# Vidovo Selo
Vidovo Selo är ett samhälle i Bosnien och Hercegovina.   Det ligger i entiteten Federationen Bosnien och Hercegovina, i den västra delen av landet, 160 km väster om huvudstaden Sarajevo. Vidovo Selo ligger 844 meter över havet och antalet invånare är 195.
Terrängen runt Vidovo Selo är huvudsakligen kuperad, men norrut är den bergig. Terrängen runt Vidovo Selo sluttar norrut. Närmaste större samhälle är Drvar, 8,9 km nordväst om Vidovo Selo. 
Omgivningarna runt Vidovo Selo är en mosaik av jordbruksmark och naturlig växtlighet. Runt Vidovo Selo är det ganska tätbefolkat, med 93 invånare per kvadratkilometer.